# قشلاق سیدلرسیف اله
قشلاق سیدلرسیف اله یک روستا در ایران است که در دهستان قشلاق جنوبی واقع شده‌است. قشلاق سیدلرسیف اله ۱۷ نفر جمعیت دارد.